# Хаттестад, Ола Виген
Ола Виген Хаттестад (норв. Ola Vigen Hattestad; 19 апреля 1982, Ашим, Эстфолл) — норвежский лыжник, Олимпийский чемпион 2014 года в спринте, двукратный чемпион мира.
На данный момент проживает в городе Орие.

## Личная жизнь
Женат на словенской лыжнице Кате Вишнар. У пары двое детей — сын Людвиг (род. 24 ноября 2015) и дочь Лара (род. 5 июня 2021).

## Спортивная карьера
На международной арене впервые появился в декабре 2001 года. С 2004 года стал ярко выраженным спринтером. Он 8 раз выигрывал этапы Кубка Мира в спринте, 1 раз в командном спринте. Пик его карьеры пришёлся на Чемпионат мира по лыжным видам спорта 2009 в Либереце. Там он выиграл два «золота». Первое — в спринте «коньком», второе — в командном спринте «классикой».
На чемпионате мира 2011 года Хаттестад завоевал серебро в командном спринте, а в 2015 году в Фалуне стал 3-м в личном спринте.
Последний раз выходил на старт в Кубке мира в декабре 2016 года.

## Призовые места на этапах кубка мира

### 1-е место
Спринт
- 12 марта 2009, Тронхейм, Норвегия
- 13 февраля 2009, Вальдидентро, Италия
- 25 января 2009, Отепя, Эстония
- 20 декабря 2008, Дюссельдорф, Германия
- 14 декабря 2008, Давос, Швейцария
- 29 ноября 2008, Куусамо, Финляндия
- 5 марта 2008, Драммен, Норвегия
- 15 февраля 2007, Чанчунь, Китай

Командный спринт
- 21 декабря 2008, Дюссельдорф, Германия

### 2-е место
Спринт
- 7 марта 2009, Лахти, Финляндия
- 16 января 2009, Уистлер, Канада
- 23 января 2008, Кэнмор, Канада
- 16 декабря 2007, Рыбинск, Россия

### 3-е место
Спринт
- 1 марта 2008, Лахти, Финляндия
- 10 февраля 2008, Отепя, Эстония
- 11 декабря 2005, Вернон, Канада
- 16 марта 2005, Гётеборг, Швеция

## Зачёт кубка мира

### Общий зачёт
- 2004-2005 — 28-е место (182 очка)
- 2005-2006 — 42-е место (129 очков)
- 2006-2007 — 30-е место (177 очков)
- 2007-2008 — 14-е место (450 очков)
- 2008-2009 — 3-е место (792 очка)

### Зачёт по спринтерским видам
- 2004-2005 — 9-е место (182 очка)
- 2005-2006 — 16-е место (129 очков)
- 2006-2007 — 9-е место (177 очков)
- 2007-2008 — 1-е место (450 очков)
- 2008-2009 — 1-е место (792 очка)